# Breaker Morant (film)
Breaker Morant este un film de război dramatic de proces regizat de Bruce Beresford după un scenariu de Beresford, Jonathan Hardy și David Stevens. A fost produs de studiourile South Australian Film Corporation, Australian Film Commission și The Seven Network și a avut premiera la 15 martie 1980, fiind distribuit de Roadshow Film Distributors (Village Roadshow). Filmul este bazat pe piesa de teatru cu același nume din 1978 de Kenneth G. Ross care la rândul ei se bazează pe procesul din 1902 al lui Harry „Breaker” Morant, Peter Handcock și George Witton — unii dintre primii acuzați de crime de război din istoria militară britanică. Morant a fost acuzat de executarea sumară a lui Floris Visser, un prizonier de război rănit, și de uciderea a patru afrikaneri și a patru profesori olandezi care fuseseră luați prizonieri la spitalul Elim, în timpul celui de-al Doilea Război al Burilor. Avocatul apărării, maiorul James Francis Thomas, a cerut achitarea în conformitate cu ceea ce se numește acum Apărarea de la Nürnberg, susținând că acuzații nu ar putea fi considerați responsabili din punct de vedere legal sau moral, deoarece ei respectau doar ordinele primite.
Cheltuielile de producție s-au ridicat la 800.000 dolari australieni. Filmul a avut încasări de 4,7 milioane dolari australieni.
În 1980, filmul a câștigat zece premii ale Institutului Australian de Film, printre care: Cel mai bun film, Cea mai bună regie, Actorul principal, Actorul secundar, Scenariul, Regia de artă, Cinematografia și Montajul. De asemenea, a fost nominalizat la Premiul Oscar din 1980 pentru cea mai bună scriere (Premiul Oscar pentru cel mai bun scenariu adaptat).
La lansarea sa în 1980, filmul lui Beresford a prezentat povestea vieții lui Morant unui public mondial și „a ridicat imaginile ofițerilor acuzați la nivelul icoanelor și martirilor australieni”. Potrivit istoricului sud-african Charles Leach, „justiția a fost realizată doar parțial prin aceste procese și prin sentințele date.”
Într-un interviu din 1999, Beresford a explicat că Breaker Morant „nu a pretins niciodată” că inculpații nu sunt vinovați de crimele pentru care au fost acuzați. El a intenționat ca filmul să exploreze modul în care atrocitățile din timpul războiului pot fi „comise de oameni care par a fi destul de normali”. Beresford a concluzionat că a fost „uimit” că atât de mulți oameni văd filmul său ca fiind despre „australienii săraci care au fost asupriți de britanici”.

## Rezumat
În Pretoria, Africa de Sud, în 1902, maiorul Charles Bolton (Rod Mullinar) este chemat la o întâlnire cu Lordul Kitchener (Alan Cassell). I se spune că trei ofițeri ai regimentului Bushveldt Carbineers - locotenenții Harry Morant (Edward Woodward), Peter Handcock (Bryan Brown) și George Witton (Lewis Fitz-Gerald) - au fost arestați și acuzați de asasinarea burilor capturați și a unui misionar german. Explicând îngrozit că împăratul Germaniei - Wilhelm al II-lea - a protestat diplomatic în legătură cu această din urmă crimă, Kitchener îi cere maiorului Bolton să fie procurorul curții marțiale. Spre consternarea vizibilă a maiorului, i se spune că martorii care ar fi putut ajuta apărarea au fost trimiși în India și că se așteaptă ca avocatul apărării să nu-i facă probleme.
Avocatul apărării, maiorul James Francis Thomas (Jack Thompson) se întâlnește cu Morant, Handcock și Witton doar cu o zi înainte ca acesta să îi apere în instanță. El le spune că știe doar faptele de bază, care nu arată bine. Un avocat mic din New South Wales în viața civilă, maiorul Thomas explică că nu s-a ocupat niciodată de vreun proces important, cu excepția documentelor legale precum testamentele. Handcock remarcă că : „Ar putea fi util”.
Pe măsură ce procedurile curții marțiale încep a doua zi dimineață, maiorul Thomas susține, deoarece clienții săi sunt australieni, că numai Armata Australiană îi poate judeca. Nemulțumit, președintele curții marțiale, locotenent-colonelul Denny, explică faptul că inculpații pot fi judecați pentru presupuse infracțiuni comise în timpul serviciului sub comanda britanică în regimentul Bushveldt Carbineers. Fără alte întrebări, Denny citește rechizitoriul. Cei trei sunt acuzați de asasinarea unui prizonier bur pe nume Denys Visser (Michael Procanin Bernosky) și de împușcarea ulterioară a altor șase buri capturați ale căror nume sunt necunoscute. Morant și Handcock sunt acuzați de asasinarea reverendului german Daniel Heese.
Bolton începe prin chemarea unor martori care descriu lipsa de disciplină, beția, jafurile pe scară largă și corupția în rândul carabinierilor din Fort Edward. Thomas reușește să le afecteze credibilitatea în timpul interogatoriului. Mărturia se referă apoi la împușcarea lui Visser, care este prezentată în flashback.
La 5 aprilie 1901, prietenul lui Morant, căpitanul Simon Hunt, a condus un grup de bărbați la o fermă din Duiwelskloof cu intenția de a-l captura sau de a-l ucide pe șeful unei unități de comando a burilor, Barend Viljoen. La sosire, carabinierii au găsit ferma plină cu mai mulți bărbați înarmați decât se aștepta. Căpitanul Hunt a fost rănit, prins de focul inamic și lăsat în urmă când le-a ordonat oamenilor să se retragă. Când patrula s-a întors la Fort Edward fără Căpitanul Hunt, Căpitanul Corpului de Informații al armatei Alfred Taylor (John Waters) îi sugerează lui Morant „răzbunarea Căpitanului Hunt”. După ce s-a întors la fermă și a găsit corpul căpitanului Hunt mutilat de cuțit, Morant a urmărit, i-a prins în ambuscadă pe oamenii lui Viljoen și i-a forțat să se retragă cu multe pierderi. După ce a capturat un bur pe nume Visser, care purta haina căpitanului Hunt, Morant înfuriat le-a ordonat oamenilor să formeze un pluton de execuție și să-l împuște. Ordinul este executat.
Thomas susține că a existat un ordin de a împușca „toți burii capturați purtând kaki”. Spre șocul lui Thomas și al clienților săi, Bolton explică faptul că acele comenzi se aplicau doar burilor care purtau uniforme britanice ca escroci de război (ruse de guerre). Morant justifică împușcarea lui Visser spunând că a luptat împotriva burilor așa cum au luptat cu toții. Când a fost întrebat care dintre regulile angajamentului justifică împușcarea unui prizonier neînarmat, Morant strigă, referindu-se la calibrul puștii sale, „Regula 303”. În acea noapte, Thomas îi spune furios lui Morant că a fost cel mai bun martor pe care l-a avut acuzarea până atunci. A doua zi, mărturia se referă la împușcarea celor șase buri.
Taylor mărturisește că Hunt (căpitanul său) a făcut o vizită la sediul central al lordului Kitchener. După întoarcerea lui Hunt la Fort Edward, Morant a adus un grup de buri care se predase, dar căpitanul Hunt i-a spus că noile ordine ale lui Kitchener, transmise prin intermediul colonelului Hubert Hamilton, sunt de a nu mai lua prizonieri. Spunând: „Războiul gentlemenilor s-a încheiat”, Hunt i-a împușcat pe toți prizonierii în timp ce Morant privea. Căpitanul Taylor mărturisește că Morant a continuat să ia prizonieri și după uciderea căpitanului Hunt. După aceea, el a ordonat întotdeauna oamenilor săi să-i împuște. La interogatoriu, Bolton îl obligă pe Taylor să admită că așteaptă și o curte marțială pentru împușcarea prizonierilor. Potrivit altor martori, un grup de șase buri dintr-un grup de gherilă s-au apropiat de Fort Edward după moartea căpitanului Hunt, cu steaguri albe. Morant a ordonat dezarmarea acestora, i-a aliniat și i-a împușcat. Un prizonier a alergat și l-a doborât pe Witton, care l-a ucis.
Thomas cere ca lordul Kitchener să fie chemat ca martor. El susține că, deoarece clienții săi au respectat comenzile primite, toate acuzațiile ar trebuie retrase. Denny are un recul la sugestia că Kitchener, un om venerat în tot Imperiul Britanic, ar fi capabil să dea astfel de ordine criminale. La fel de disprețuitor față de idee, Bolton îi spune în privat lui Thomas că, dacă Kitchener depune mărturie și neagă că a dat ordinele, inculpații vor fi condamnați. Îl îndeamnă în zadar pe Thomas să nu mai insiste. În privat, Kitchener îi spune lui Hamilton că, atunci când el a dat ordinul să nu ia prizonieri, a încercat să prevină ca gherilele bure să poarte un război total. Acum însă el încearcă să câștige inimile și mințile poporului afrikaner și să organizeze o conferință de pace. În acest scop, câțiva soldați „trebuie sacrificați” pentru răutățile Armatei Britanice. El îi ordonă lui Hamilton să depună mărturie în locul lui și când Hamilton întreabă ce să spună, Kitchener comentează: „Cred că știi ce să faci”.
A doua zi, Hamilton ia poziție și neagă că ar fi vorbit vreodată cu căpitanul Hunt. Morant revoltat se ridică și țipă la colonel că este un mincinos. Denny comentează că nu se va mai discuta despre ordinele de împușcare a prizonierilor. Thomas explică faptul că mărturia lui Hamilton este irelevantă. Important este că clienții săi credeau că astfel de comenzi existau și, prin urmare, nu pot fi trasi la răspundere pentru respectarea lor. Se discută apoi de uciderea reverendului Heese. Caporalul Sharp mărturisește că, cu puțin timp înainte de masacrul celor șase buri, Heese a trecut prin Fort Edward într-o căruță. La scurt timp după plecarea sa, Handcock s-a îndreptat spre Morant, i-a vorbise scurt și apoi a plecat călare, fiind „agitat”, în aceeași direcție ca Heese, cu o pușcă în mână. Thomas îl face pe Sharp să-și dezvăluie ura sa față de inculpați.
Morant explică faptul că lui Heese i s-a ordonat să nu vorbească niciodată cu prizonierii în timp ce trecea prin Fort Edward, dar acesta a încălcat ordinul. Când Bolton a întrebat de ce au existat astfel de ordine, Morant explică: „A fost din motive de securitate”. Când Morant s-a confruntat cu Heese, i se spusese că prizonierii îl imploraseră pe Heese să se roage cu ei și că nu putea să refuze. Heese a părăsit Fortul și a fost găsit mai târziu, împușcat, de-a lungul drumului. Bolton sugerează că Heese urma să-l informeze pe comandantul său cu privire la planurile lui Morant de a ucide prizonierii și îl acuză pe Morant că i-a ordonat lui Handcock să-l reducă la tăcere. Nemișcat, Morant insistă că ofițerul său comandant știa deja acest lucru și sugerează ca el să fie rechemat din India pentru a depune mărturie. El adaugă: „Nu mă deranjează să aștept”.
Apoi Thomas solicită și i se acordă o scurtă pauză pentru a discuta cu Handcock înainte de a-l interoga ca martor. Noaptea târziu, Thomas îl roagă pe Handcock să-i spună adevărul, numind crima lui Heese „cea mai gravă acuzație”. A doua zi dimineață, Handcock mărturisește că, atunci când a părăsit Fort Edward, a călătorit la casele a două femei afrikaner căsătorite pentru a le „distra”. Când Bolton îl privește mirat, Thomas aduce două scrisori semnate de aceste femei pentru a confirma povestea lui Handcock. Instanța și parchetul acceptă dovezile fără a chema femeile să depună mărturie pentru a le proteja moralitatea acestora.
Mai târziu, în curtea închisorii, Witton se întreabă cu voce tare despre cine l-a ucis cu adevărat pe Heese. Handcock zâmbește și spune: „Eu”. Spre groaza lui Witton, Handcock explică că vizitele sale la „cele două doamne prietene” au avut loc ulterior. Când Witton întreabă dacă Thomas știe, Morant explică că nu există niciun motiv pentru ca acesta să știe. Morant explică faptul că Bushveldt Carbineers reprezintă un nou tip de război „pentru un nou secol”. Deoarece burii nu poartă uniforme, inamicul este toată lumea, inclusiv bărbați, femei, copii, chiar misionari. De aceea, după ce Heese a părăsit Fortul, Morant i-a spus lui Handcock că el credea că Reverendul era un spion bur și a spus că se îndrepta spre Leydsdorp. Un Handcock fierbinte i-a răspuns că orice se poate întâmpla pe drum, a călărit după Heese și  l-a împușcat.
După un puternic discurs al lui Thomas, inculpații sunt achitați de uciderea lui Heese. Ei sărbătoresc, crezând că au scăpat de pedeapsa cu moartea, dar Taylor îl ia deoparte pe Morant și îi spune că el și Handcock vor fi cu siguranță împușcați. El se oferă să pregătească un cal și spune că mulți dintre paznicii scoțieni din Highland îl simpatizează și-l vor lăsa să fugă în Mozambicul portughez, să ia o navă la Lourenço Marques și să „vadă lumea”. Nemișcat, Morant spune: „Am văzut-o”. A doua zi dimineață, inculpații sunt condamnați la moarte, în timp ce sentința lui Witton este schimbată la „închisoare pe viață” din mila lui Kitchener. Thomas se repede la sediul central al lui Kitchener pentru a cere o schimbare a pedepselor și constată că lordul Kitchener a plecat deja. I se mai spune că Londra și Guvernul Australiei susțin verdictul și sentințele. Acum va avea loc o conferință de pace și fiecare britanic și colonial va pleca acasă.
A doua zi dimineață, Morant îi spune lui Witton că „noi suntem țapii ispășitori ai Imperiului”. Poezia scrisă de Morant Butchered to Make a Dutchmen's Holiday este citită cu voce în timp ce el și Handcock sunt conduși în fața unui pluton de execuție. În timp ce ambii bărbați sunt așezați pentru executarea, Morant le strigă: "Trageți drept, ticăloșilor! Să nu faceți mizerie!" înainte de a fi împușcat.
Înainte de genericul de final, publicul spectator este informat că George Witton a fost eliberat după 3 ani de închisoare la Lewes, după care s-a întors în Australia unde a scris o carte, Scapegoats of the Empire și a decedat în 1943.

## Distribuție
Rolurile principale au fost interpretate de actorii: 
- Edward Woodward - Lt. Harry „Breaker” Morant
- Bryan Brown - Lt. Peter Handcock
- Lewis Fitz-Gerald - Lt. George Ramsdale Witton
- Jack Thompson - Maior James Francis Thomas
- John Waters - Capt. Alfred Taylor
- Rod Mullinar - Maior Charles Bolton
- Charles 'Bud' Tingwell - Lt. Col. Denny
- Terence Donovan - Capt. Simon Hunt
- Alan Cassell - Lord Kitchener
- Vincent Ball - Col. Hamilton
- Ray Meagher - Sgt. Maj. Drummond
- Chris Haywood - Cpl. Sharp
- Russell Kiefel - Christiaan Botha
- Rob Steele - Capt. Robertson
- Chris Smith - Sgt. Cameron
- Frank Wilson - Dr. Johnson
- Bruno Knez - Reverendul german Hesse

## Producție
Finanțarea filmului a venit de la SAFC, Australian Film Commission, Seven Network și PACT Productions. Distribuitorii de la Roadshow au insistat ca Jack Thompson să aibă un rol. A fost al doilea dintre cele două filme pe care Beresford a intenționat să le facă pentru South Australian Film Corporation. El a vrut să realizeze Breakout, despre Cowra Breakout, dar nu a putut găsi un scenariu despre care să fie mulțumit, așa că a apelat la povestea lui Breaker Morant.

## Inexactități istorice

### Presupuse presiuni germane
În conversația cu Bolton, Lordul Kitchener afirmă că împăratul german Wilhelm al II-lea a protestat în mod oficial cu privire la uciderea lui Heese, pe care îl descrie ca cetățean german. El spune că poporul german sprijină cauza burilor, că reprezentanții lor aleși râvnesc minele de aur și diamantele republicilor bure și că guvernul britanic se teme de intrarea germanilor în război. Acesta este motivul, explică Kitchener, pentru care Morant, Handcock și Witton au trebuit condamnați cu orice preț.
Potrivit istoricului sud-african Charles Leach, legenda conform căreia Ministerul de Externe german a protestat în legătură cu acest caz „nu poate fi dovedită prin canale oficiale”. „Nici o comunicare personală sau directă” între Kaiser și unchiul său, regele Edward al VII-lea, „nu a fost găsită în ciuda legendei larg răspândite că acest lucru a determinat evoluția cazului”. La întrebările ridicate în Camera Comunelor la 8 aprilie 1902 s-a insistat că Biroul de Război, Biroul de Externe sau Lordul Kitchener nu au primit „nicio astfel de comunicare pe această temă” „în numele guvernului german”.
Conform dreptului internațional, Guvernul Germaniei nu avea motive să protesteze. În ciuda faptului că era atașat al Societății Evanghelice din Berlin (Berliner Missionsgesellschaft), Heese s-a născut în Cape Colony și „era, din punct de vedere tehnic, un britanic și nu un cetățean german”. Scena are un sâmbure de adevăr. Leach scrie: „Câțiva eminenți istorici sud-africani, entuziaști locali și comentatori împărtășesc opinia că, dacă nu ar fi fost uciderea lui Heese, niciunul dintre celelalte crime ale carabinierilor Bushveldt nu ar fi fost judecate”.

### Trei inculpați
Deși numai Morant, Handcock și Witton sunt arătați ca fiind judecați, au existat alți trei inculpați:
- Locotenentul Henry Picton, un ofițer australian de origine britanică al Bushveldt Carbineers, a fost acuzat de Morant, Handcock și Witton pentru „săvârșirea infracțiunii de crimă” pentru că a dat o lovitură de grație după împușcătura prizonierului rănit Floris Visser. Picton a fost găsit vinovat de omucidere și condamnat să fie degradat de Forțele Armate Britanice.[10]
- Căpitanul Alfred James Taylor, comandantul serviciilor de informații militare din Fort Edward, născut în Irlanda, a fost acuzat de uciderea a șase bărbați și băieți afrikaneri neînarmați, furtul banilor și animalelor lor și uciderea ulterioară a unui soldat Bushbind Carbineers. A fost achitat.[11]
- Maiorul Robert Lenehan, comandantul australian al carabinierilor Bushveldt, a fost acuzat că a ascuns uciderea unui soldat al carabinierilor Bushveldt care dezaprobase împușcăturile. Acuzația oficială a fost „Când a fost în serviciu activ, din neglijență culpabilă, nu a făcut un raport pe care era dator să îl facă”. Lenehan a fost găsit vinovat și condamnat la mustrare.[12]

### Rolul altor ofițeri și al colonelului Hall
Soldații din garnizoana Fort Edward care depun mărturie împotriva lui Morant, Handcock și Witton sunt descriși ca fiind motivați de ranchiună împotriva foștilor lor ofițeri. Un prim exemplu este caporalul Sharp, care își exprimă dorința de a merge în Africa de Sud pentru a servi în plutonul de execuție al inculpaților. Alți martori ai urmăririi penale au fost goniți din Bushveldt Carbineers de către inculpați pentru jafuri, beție și alte infracțiuni. Toți sunt portretizați ca având accente britanice.
Hall, ofițerul la comandă de la Pietersburg este descris pe deplin conștient și chiar complice la tacticile totale de război ale garnizoanei Fort Edward. El este, de asemenea, descris ca fiind trimis în India pentru a fi împiedicat să depună mărturii favorabile apărării. Dar documentele supraviețuitoare arată că arestarea celor șase inculpați a fost ordonată de Hall după o scrisoare a celorlalți ofițeri de la Fort Edward. Scrisoarea, datată 4 octombrie 1901, a fost scrisă de soldatul BVC Robert Mitchell Cochrane, fost judecător de pace din Australia de Vest și semnată de 15 membri ai garnizoanei Fort Edward.
După enumerarea a numeroase crime și tentative de asasinare a prizonierilor buri neînarmați, a civililor locali și a personalului BVC care au dezaprobat, scrisoarea a concluzionat: „Domnule, mulți dintre noi suntem australieni care au luptat aproape tot timpul războiului, în timp ce alții sunt afrikaner care au luptat de la Colenso până acum. Nu ne putem întoarce acasă cu stigmatul acestor crime atașat numelor noastre. De aceea rugăm cu umilință ca o anchetă completă și exhaustivă să fie făcută de ofițerii imperiali pentru ca adevărul să fie susținut și să se facă dreptate. De asemenea, rugăm ca toți martorii să poată fi ținuți în tabără la Pietersburg până la finalizarea anchetei..."

### Arestul de la Fort Edward
În timpul conversației sale cu Handcock și Witton în curtea închisorii, Morant susține că armata britanică i-au programat pentru moarte „de când ne-au arestat la Fort Edward”, dar arestările lor au avut loc în altă parte. După scrisoare, Hall a convocat pe toți ofițerii și subofițerii de la Fort Edward la Pietersburg la 21 octombrie 1901. Toți au fost întâmpinați de un grup de infanteriști călare la cinci mile în afara Pietersburg în dimineața zilei de 23 octombrie 1901 și „aduși în oraș ca niște criminali”. Morant a fost arestat după ce s-a întors din concediu la Pretoria unde s-a dus să rezolve treburile neterminate ale prietenului său decedat, căpitanul Hunt.

### Respingerea cererilor de clemență
În film, armata britanică este hotărâtă să-i omoare pe inculpați. Potrivit istoricilor australieni Margaret Carnegie și Frank Shields, Morant și Handcock au respins o ofertă de imunitate de urmărire penală, deoarece procurorii militari ar fi dorit să-i folosească ca martori împotriva maiorului BVC Robert Lenehan, despre care se credea că a dat ordinul de a nu lua prizonieri. Spre sfârșitul filmului, Taylor îl informează pe Morant că armata britanică nu va îndrăzni niciodată să-l cerceteze penal, întrucât el chiar îl poate implica pe Kitchener în crimele de război. Potrivit istoricului sud-african Andries Pretorius, procesul lui Alfred Taylor a avut loc ultimul, deoarece „Procuratura trebuie să fi sperat”, în zadar, ca ofițerii acuzați „să-l implice pe Taylor”. Refuzul acestora probabil a făcut ca Taylor să nu fi fost condamnat la procesul său.

### Căpitanul Hunt
În film, Hunt este descris inexact ca având un accent australian. Potrivit istoricului sud-african Charles Leach, căpitanul Hunt „era un englez, fost locotenent al unei unități de cercetași a lui Kitchener și un călăreț fin”. O fotografie a lui Hunt arată, de asemenea, că era mult mai tânăr decât actorul care îl interpretează pe ecran.

## Primire
La lansarea sa în 1980, filmul lui Beresford a prezentat povestea vieții lui Morant unui public mondial și „a ridicat imaginile ofițerilor acuzați la nivelul icoanelor și martirilor australieni”. În ciuda seriozității dovezilor și a acuzațiilor împotriva lor, unii australieni moderni îl consideră pe Morant și Handcock drept țapi ispășitori sau chiar victime ale crimelor judiciare. Ei continuă să încerce, cu un anumit sprijin public, să obțină o grațiere postumă sau chiar un nou proces.
Potrivit istoricului sud-african Charles Leach, „În opinia multor sud-africani, în special a urmașilor victimelor, precum și a altor persoane implicate în îndepărtata provincie Transvaal de Nord, justiția a fost realizată doar parțial prin aceste procese și prin sentințele rezultate. Încă predomină sentimentul că nu toți cei vinovați au fost judecăți - faimosul căpitan Taylor fiind cel mai evident dintre toate."